# The Kiss (film fra 1896)
 For alternative betydninger, se The Kiss. (Se også artikler, som begynder med The Kiss)
The Kiss er en amerikansk stumfilm fra 1896 af William Heise.

## Medvirkende
- May Irwin
- John Rice	som Billie Bikes